# أنطونيو فيرارا
أنطونيو فيرارا (بالإيطالية: Antonio Ferrara؛ بالإسبانية: Antonio Ferrara) هو لاعب كرة قدم إيطالي وأرجنتيني، (ولد في San Fernando, Buenos Aires ‏ في الأرجنتين 1912  م). لعب مع إستوديانتيس دي لا بلاتا وإنتر ميلان ونادي ليفورنو ونادي نابولي.

## وصلات خارجية
- أنطونيو فيرارا على موقع قاعدة بيانات كرة القدم.إي يو (الإنجليزية)
- أنطونيو فيرارا على موقع عالم كرة القدم.نت (الإنجليزية)